# Lintumaanjärvi och Kallijärvi
Lintumaanjärvi och Kallijärvi är en sjö i Finland. Den ligger i kommunen Tavastehus i landskapet Egentliga Tavastland, i den södra delen av landet, 110 km nordväst om huvudstaden Helsingfors. Lintumaanjärvi och Kallijärvi ligger 108,8 meter över havet. Arean är 1,97 kvadratkilometer och strandlinjen är 13,95 kilometer lång. Sjön  ingår i Kumo älvs huvudavrinningsområde.   I omgivningarna runt Lintumaanjärvi och Kallijärvi växer i huvudsak blandskog. Den sträcker sig 3,1 kilometer i nord-sydlig riktning, och 2,3 kilometer i öst-västlig riktning.